# Демократические социалисты Америки
Демократи́ческие социали́сты Аме́рики (англ. Democratic Socialists of America) — американская общественно-политическая организация, основанная в 1982 году и объединившая сторонников идей демократического социализма, активистов рабочего движения и представителей левого крыла социал-демократов. Крупнейшая социалистическая организация в США на данный момент. С 2023 года входит в Прогрессивный интернационал.

## Создание
В 1982 году Майкл Харрингтон, опубликовавший ещё в 1962 году книгу «Другая Америка» о проблемах бедных в одной из богатейших стран мира, добился объединения двух небольших социалистических организаций, выросших из американского антивоенного движения — Организационного комитета демократических социалистов (DSOC — осколок прежней Социалистической партии Америки, стоявший на левых позициях, но ориентировавшийся на работу внутри Демократической партии) и Нового американского движения (NAM — коалиции интеллектуалов из числа «новых левых», феминисток и бывших членов «старых левых» социалистической и коммунистической партий). Главными целями новой организации Харрингтон видел оказание влияния на Демократическую партию слева и прекращение междоусобной борьбы социалистов. Девизом молодой организации стал слоган «Левое крыло возможного».
При основании в ДСА вошло 5000 членов DSOC и 1000 членов NAM, а сопредседателями новой организации были избраны Майкл Харрингтон и Барбара Эренрайх. Вице-президентами организации были Корнел Уэст, Ноам Хомский, Глория Стайнем, Фрэнсис Фокс Пивен, Эдвард Аснер и член Палаты представителей Рон Делламс, в 1971 году ставший первым социалистическим конгрессменом со времён Виктора Бергера в начале XX века.

## Деятельность

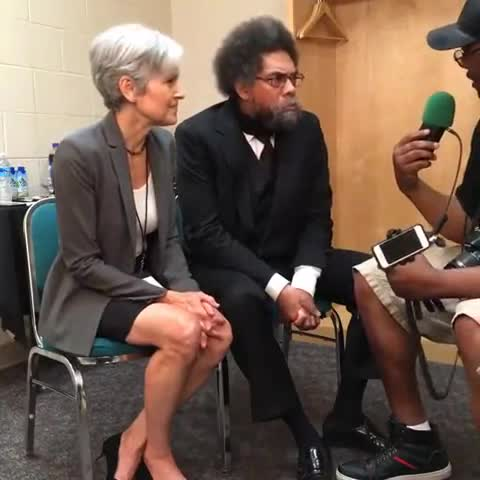
Джилл Стайн и поддержавший её кандидатуру на президентских выборах 2016 года Корнел Уэст.

ДСА видит себя как широкую левую организацию, включающую разнообразные тенденции: от социал-демократических, эволюционных, прогрессивистских, реформистских и до революционно-социалистических, экосоциалистических, социалистическо-феминистических, либертарно-социалистических и еврокоммунистических. Большинство её членов разделяют антикапиталистические и марксистские идеи, хотя самоопределение «демократические социалисты» может охватывать спектр от сторонников социал-либеральной политики в стиле «Нового курса» Ф. Д. Рузвельта до троцкистов.
Демократические социалисты Америки выступают против капитализма, патриархата, агрессивных войн, фашизма и расизма. Их активисты участвуют в профсоюзном движении, борьбе за трудовые права и минимальную оплату труда в $15 в час, требуя демократического контроля трудящихся над собственными рабочими местами. Отсюда идеал ДСА в общественных формах собственности, включая рабочие кооперативы. Среди приоритетов ДСА — борьба за всеобщее бесплатное образование и медицинское обслуживание. Демократические социалисты Америки поддерживают социалистический феминизм и права ЛГБТ.
ДСА публикуют журнал Democratic Left — ежеквартальный дайджест новостей и аналитики. Студенческим крылом организации выступают Молодые демократические социалисты Америки (Young Democratic Socialists of America, YDSA).
Демократические социалисты Америки на президентских выборах обычно поддерживали прогрессистских или либеральных кандидатов от Демократической партии, включая Уолтера Мондейла, Джесси Джексона, Джона Керри, Барака Обаму и Берни Сандерса, а в 2000 году — кандидата Партии зелёных Ральфа Нейдера.

## Второе дыхание

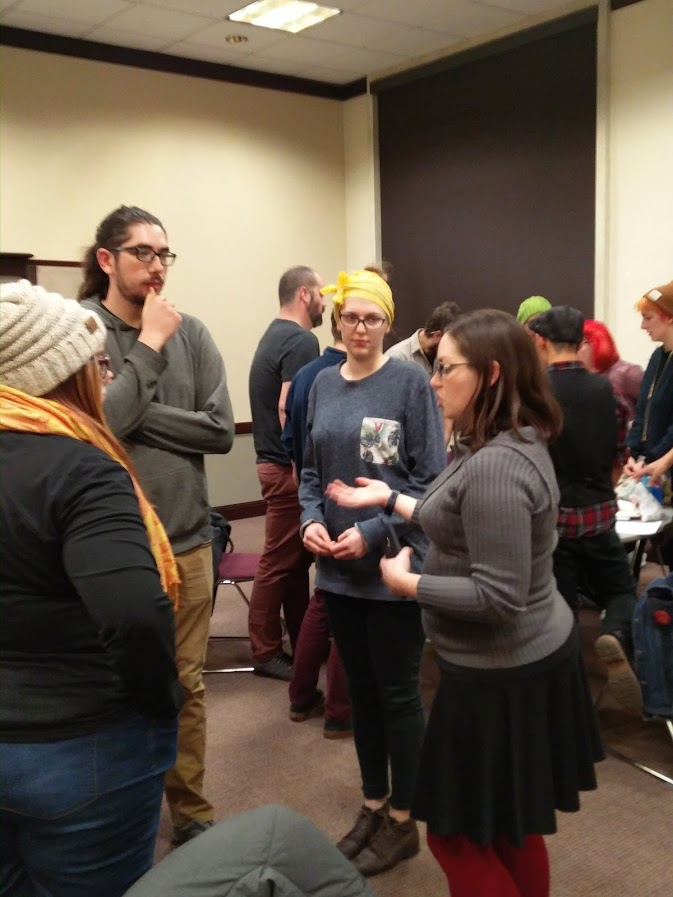
Молодые активисты на организационном собрании ДСА (Университет штата Айдахо в Бойсе, декабрь 2017).

В течение десятилетий социалистическая идеология занимала маргинальное положение в политических процессах США, но заметное изменение ситуации произошло в ходе предварительных выборов Демократической партии в 2016 году, когда сенатор Берни Сандерс, открыто называющий себя демократическим социалистом, оказался главным соперником безусловного кандидата партийного истеблишмента — Хиллари Клинтон. В частности, в ходе праймериз в Айове, где они проводятся в форме кокусов, экзит-поллы показали, что Сандерс получил поддержку 84 % избирателей в возрасте от 17 до 29 лет, 58 % избирателей, охарактеризовавших себя «крайне либеральными» по убеждениям, и 57 % зарабатывающих менее 30 тыс. долларов в год.
В августе 2017 года состоялся национальный конвент ДСА, в ходе которого большинство из 700—800 делегатов, представлявших 25 тыс. зарегистрированных членов организации, проголосовали за выход из Социалистического интернационала (в котором ДСА состояли со своего основания в 1982 году), поскольку ряд входящих в него партий приняли и проводят сами неолиберальную политику (в частности, СДПГ, СП Франции, Институционно-революционная партия Мексики, Индийский национальный конгресс, греческая ПАСОК).
Приток новых членов в организацию только усилился после победы Дональда Трампа на выборах. К концу 2017 года членство выросло до 32 000. По состоянию на июль 2018 года в ДСА уже состояло 47 000 членов, а число местных ячеек увеличилось с 40 до 181. При этом средний возраст членов составил 33 года, в сравнении с 68 в 2013 году. На выборах 2017 года в 13 штатах в местные органы власти было избрано 15 активистов ДСА (в придачу к 12 уже избранным), включая Ли Картера в Палате делегатов Виргинии.
В 2018 году на праймериз кандидатов Демократической партии в Палату представителей США по одному из округов в Нью-Йорке 28-летняя активистка Демократических социалистов Америки Александрия Окасио-Кортес неожиданно победила текущего председателя кокуса Демократической партии в Палате представителей Джозефа Кроули. 6 ноября 2018 года она была избрана в Конгресс наряду с ещё одной активисткой ДСА, американкой палестинского происхождения Рашидой Тлаиб из Мичигана.
На выборах в городской совет Чикаго в 2019 году от Демократических социалистов Америки, помимо уже заседавшего там Карлоса Рамиреса-Росы, прошли ещё несколько кандидатов ДСА, сформировавших Социалистический кокус из 6 местных депутатов.